# 小泰梅爾島
小泰梅爾島（Малый Таймыр）是俄羅斯的島嶼，屬於北地群島的一部分，位於泰梅爾半島東北的拉普捷夫海，由克拉斯諾亞爾斯克邊疆區負責管轄，面積232平方公里，最高點海拔高度31米，島上無人居住。